# 布西尼
布西尼（法語：Bousignies，法語發音：[buziɲi]）是法国上法蘭西大區北部省的一个市镇，属于瓦朗谢讷区。

## 地理
布西尼（50°26'5"N, 3°20'53"E）面积3.14 平方千米，位于法国上法蘭西大區北部省，该省份为法国最北部的省份及最长的省份，西北濒北海，西接加来海峡省，南至埃纳省和索姆省，东与比利时接壤。
与布西尼接壤的市镇（或旧市镇、城区）包括：罗叙、蒂卢瓦莱马尔谢讷、布里永、米隆福斯。

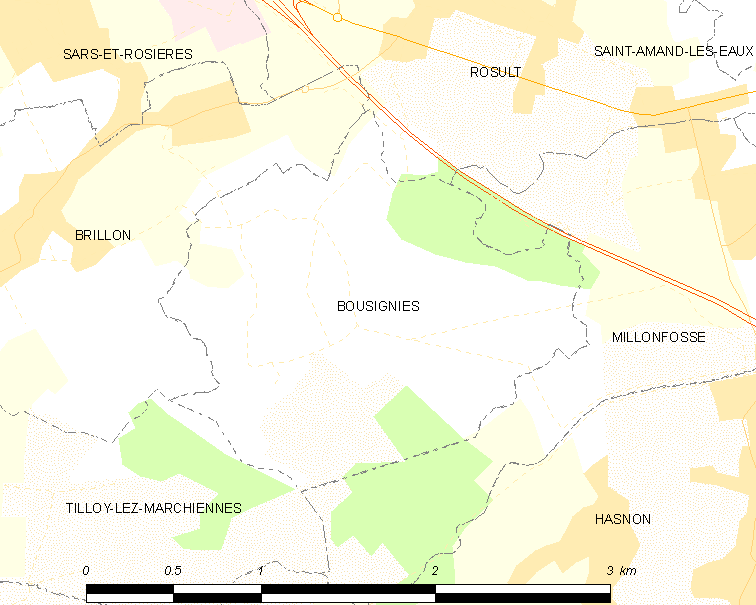
布西尼的OSM定位图

布西尼的时区为UTC+01:00、UTC+02:00（夏令时）。

## 行政
布西尼的邮政编码为59178，INSEE市镇编码为59100。

## 政治
布西尼所属的省级选区为圣阿芒莱索县。

## 人口

1962-2008年间布西尼人口变化图示

布西尼于2022年1月1日时的人口数量为344人。